# Baslieux
Baslieux település Franciaországban, Meurthe-et-Moselle megyében. Lakosainak száma 520 fő (2022. január 1.). Baslieux Bazailles, Boismont, Chenières, Doncourt-lès-Longuyon, Laix, Pierrepont, Ugny és Ville-au-Montois községekkel határos.

## Népesség
A település népességének változása:
| Lakosok száma | 1054 | 780  | 493  | 564  | 587  | 594  | 581  | 538  | 529  | 520  |
|               | 1968 | 1982 | 1990 | 2006 | 2013 | 2015 | 2017 | 2019 | 2020 | 2022 |